# Nigel Stock
Nigel Stock, all'anagrafe Nigel Hector Munro Stock (Malta, 21 settembre 1919 – Londra, 23 giugno 1986), è stato un attore britannico.

## Biografia
Figlio di un capitano dell'esercito, Nigel Stock crebbe in India e si trasferì poi in Gran Bretagna, dove frequentò la St. Paul's School di Londra e successivamente studiò recitazione alla Royal Academy of Dramatic Art (RADA). Esordì sul palcoscenico nel 1931 e si specializzò nel repertorio classico, approdando nei maggiori teatri dell'Old Vic.
Il suo esordio sul grande schermo avvenne nel 1936, con un ruolo non accreditato nel film The Man Who Could Work Miracles, e successivamente apparve in pellicole quali Addio, Mr. Chips! (1939). Tuttavia la sua carriera di attore fu interrotta dal servizio militare negli anni della seconda guerra mondiale: dal 1939 al 1945, Stock fu arruolato con i London Irish Rifles e con l'Assam Regiment dell'esercito indiano in Birmania, Cina e Kohima. Fu congedato con onore con il grado di Maggiore, avendo ricevuto due volte la menzione nei dispacci.
Ripresa la carriera artistica, Stock iniziò a lavorare regolarmente nel cinema britannico, recitando - fra gli altri - nei film Brighton Rock (1947), I guastatori delle dighe (1955), Ponte di comando (1962). Apparve nel kolossal bellico La grande fuga (1963) di John Sturges, in cui interpretò il ruolo del tenente di squadriglia Cavendish, e nei film storici Il leone d'inverno (1968), nel ruolo di Guglielmo il Maresciallo, e Cromwell (1970), nella parte di Edward Hyde, I conte di Clarendon.
Tra il 1964 e il 1968, Stock divenne un volto familiare del piccolo schermo, grazie all'interpretazione del Dottor Watson nella serie Sherlock Holmes, al fianco di Douglas Wilmer nel ruolo di Holmes, ruolo poi rilevato da Peter Cushing a metà della serie. Tra le sue altre apparizioni televisive, da ricordare quelle nelle serie Agente speciale (1964-1966), The Doctors (1970-1971), Owen, M.D. (1971-1973), Doctor Who (1982). La sua ultima apparizione sul grande schermo risale al 1985 nel film Piramide di paura, in cui interpretò il ruolo di Rupert T. Waxflatter, l'anziano mentore del giovane Sherlock Holmes.
Stock e la sua terza moglie Richenda Carey erano appena apparsi insieme sul palcoscenico alla prima mondiale di Mumbo Jumbo nel maggio 1986, quando l'attore morì per un infarto, il 23 giugno seguente, all'età di 66 anni.

## Filmografia

### Cinema
- Piove sempre la domenica (It Always Rains on Sunday), regia di Robert Hamer (1947)
- Brighton Rock, regia di John Boulting (1948)
- Una storia di guerra (Malta Story), regia di Brian Desmond Hurst (1953)
- La scogliera della morte (The Night My Number Came Up), regia di Leslie Norman (1955)
- I guastatori delle dighe (The Dam Busters), regia di Michael Anderson (1955)
- Donna da uccidere (Eyewitness), regia di Muriel Box (1956)
- Ora X: Gibilterra o morte! (The Silent Enemy), regia di William Fairchild (1958)
- I gangsters di Piccadilly (Never Let Go), regia di John Guillermin (1960)
- Victim, regia di Basil Dearden (1961)
- Ponte di comando (H.M.S. Defiant), regia di Lewis Gilbert (1962)
- Parola d'ordine: coraggio (The Password Is Courage), regia di Andrew L. Stone (1962)
- La grande fuga (The Great Escape), regia di John Sturges (1963)
- Il cadavere in cantina (Nothing But the Best), regia di Clive Donner (1964)
- Week-end a Zuydcoote (Week-end à Zuydcoote), regia di Henri Verneuil (1964)
- Il sole scotta a Cipro (The High Bright Sun), regia di Ralph Thomas (1965)
- La notte dei generali (The Night of the Generals), regia di Anatole Litvak (1967)
- La nebbia degli orrori (The Lost Continent), regia di Michael Carreras (1968)
- Il leone d'inverno (The Lion in Winter), regia di Anthony Harvey (1968)
- Cromwell, regia di Ken Hughes (1970)
- Roulette russa (Russian Roulette), regia di Lou Lombardo (1975)
- E l'alba si macchiò di rosso (Operation: Daybreak), regia di Lewis Gilbert (1975)
- Assassinio allo specchio (The Mirror Crack'd), regia di Guy Hamilton (1980)
- Barbagialla, il terrore dei sette mari e mezzo (Yellowbeard), regia di Mel Damski (1983)
- Piramide di paura (Young Sherlock Holmes), regia di Barry Levinson (1985)

### Televisione
- Assignment Foreign Legion – serie TV, episodio 1x17 (1957)
- I gialli di Edgar Wallace (The Edgar Wallace Mystery Theatre) – serie TV, episodio 4x09 (1964)
- Missione segreta (Espionage) – serie TV, episodio 1x13 (1964)
- Sherlock Holmes – serie TV, 29 episodi (1964-1968)
- Le sconfitte di un vincitore: Winston Churchill 1928-1939 (Winston Churchill: The Wilderness Years) – miniserie TV (1981)

## Doppiatori italiani
- Oreste Lionello in Ponte di comando, La notte dei generali
- Nino Pavese in La grande fuga
- Corrado Gaipa in Il leone d'inverno
- Sergio Fiorentini in Piramide di paura
- Dante Biagioni in Victim
- Ferruccio Amendola ne Il cadavere in cantina